# فورن‌دال
فورن‌دال (به هلندی: Voerendaal) یک شهرستان در هلند است که در لیمبورخ واقع شده‌است. فورن‌دال ۹۲ متر بالاتر از سطح دریا واقع شده‌است.

## نگارخانه

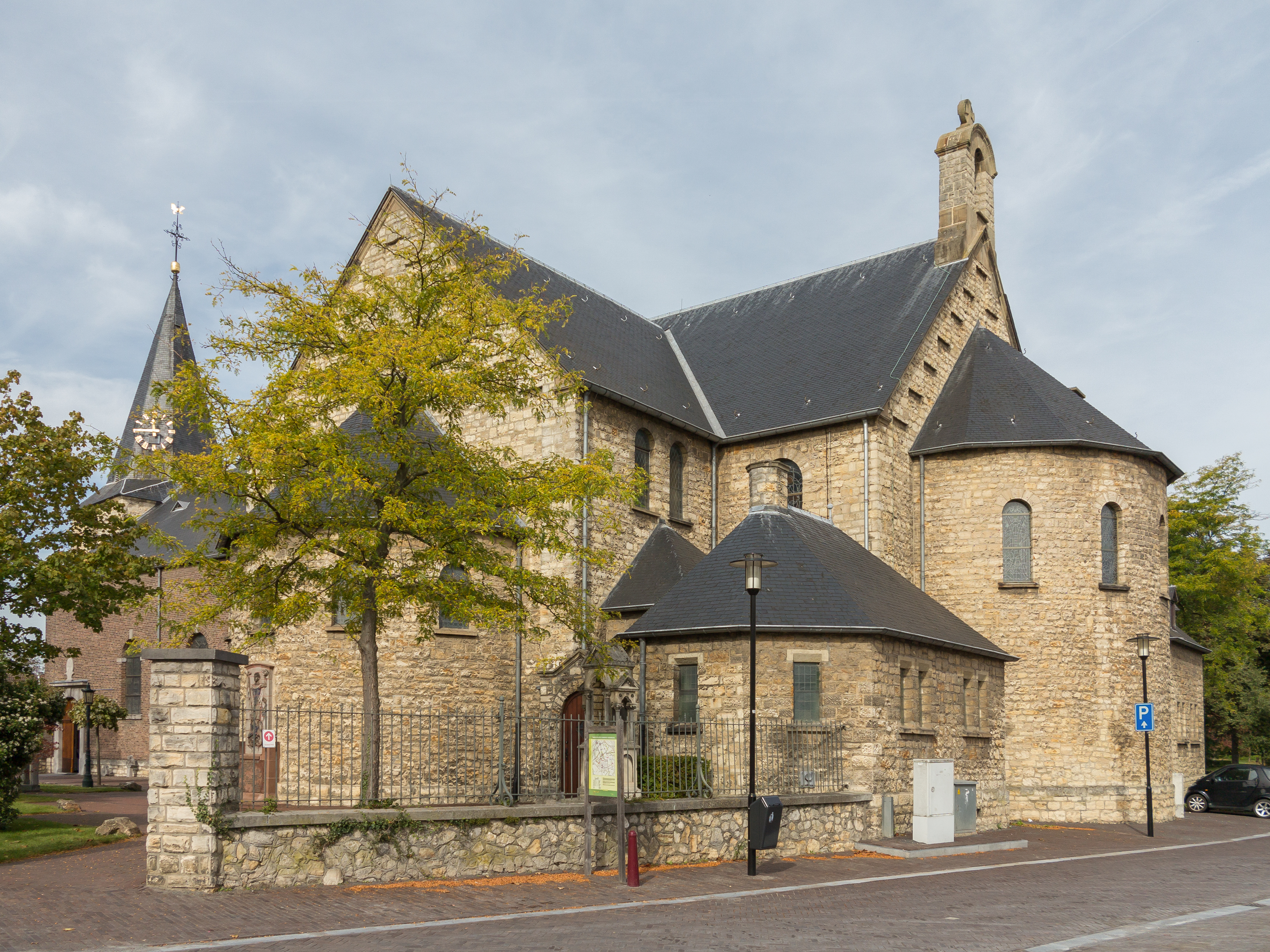
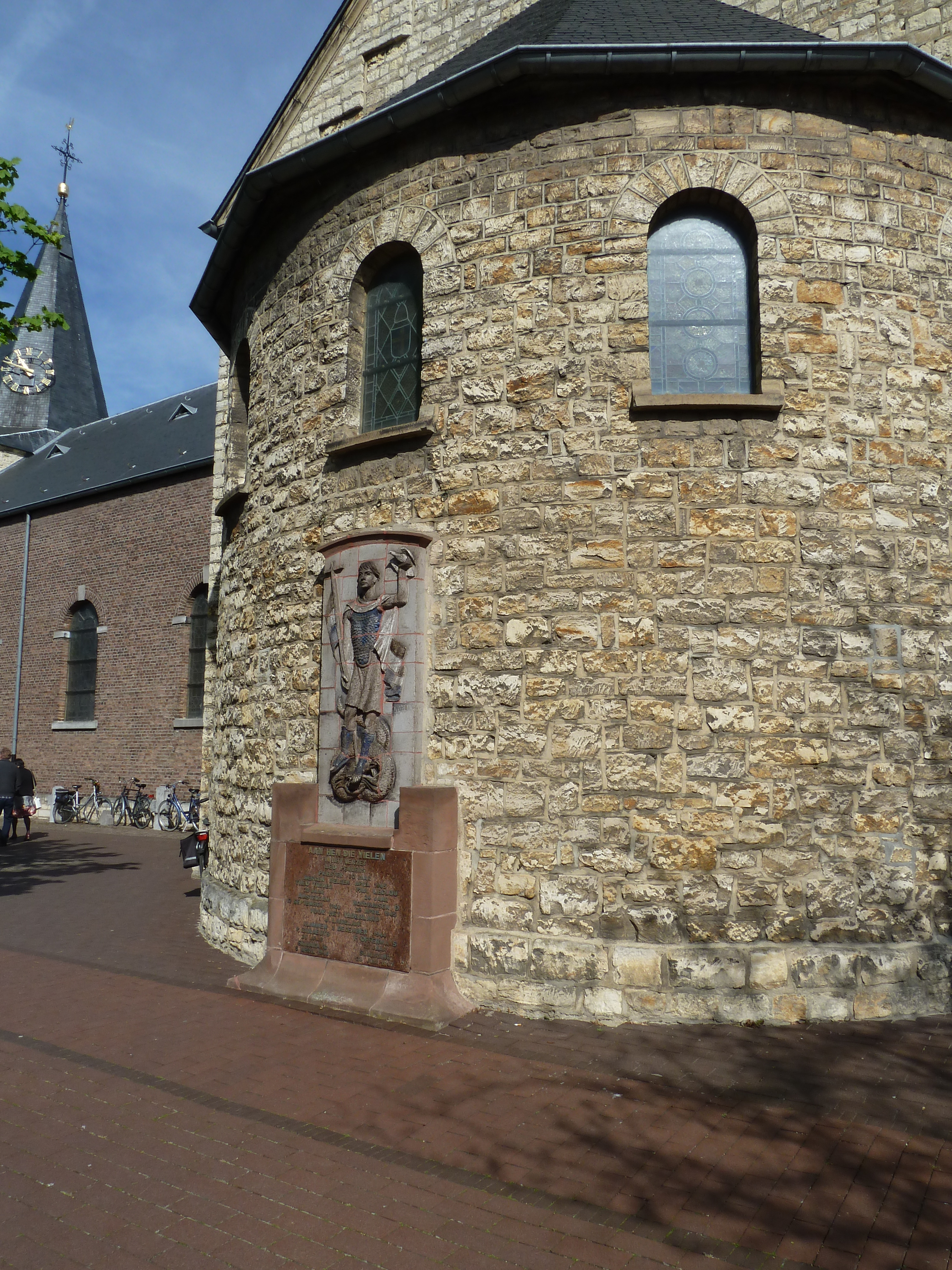
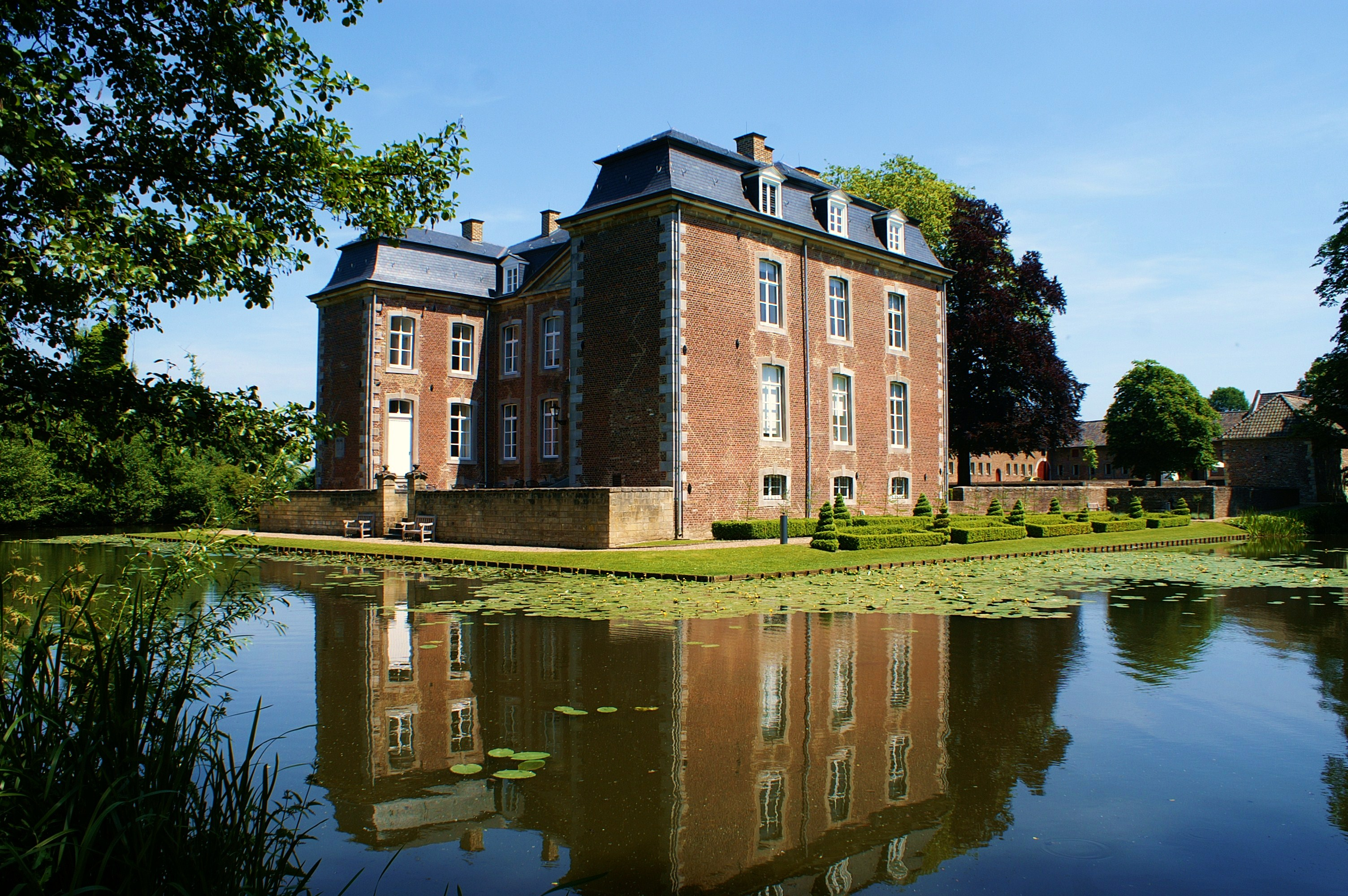
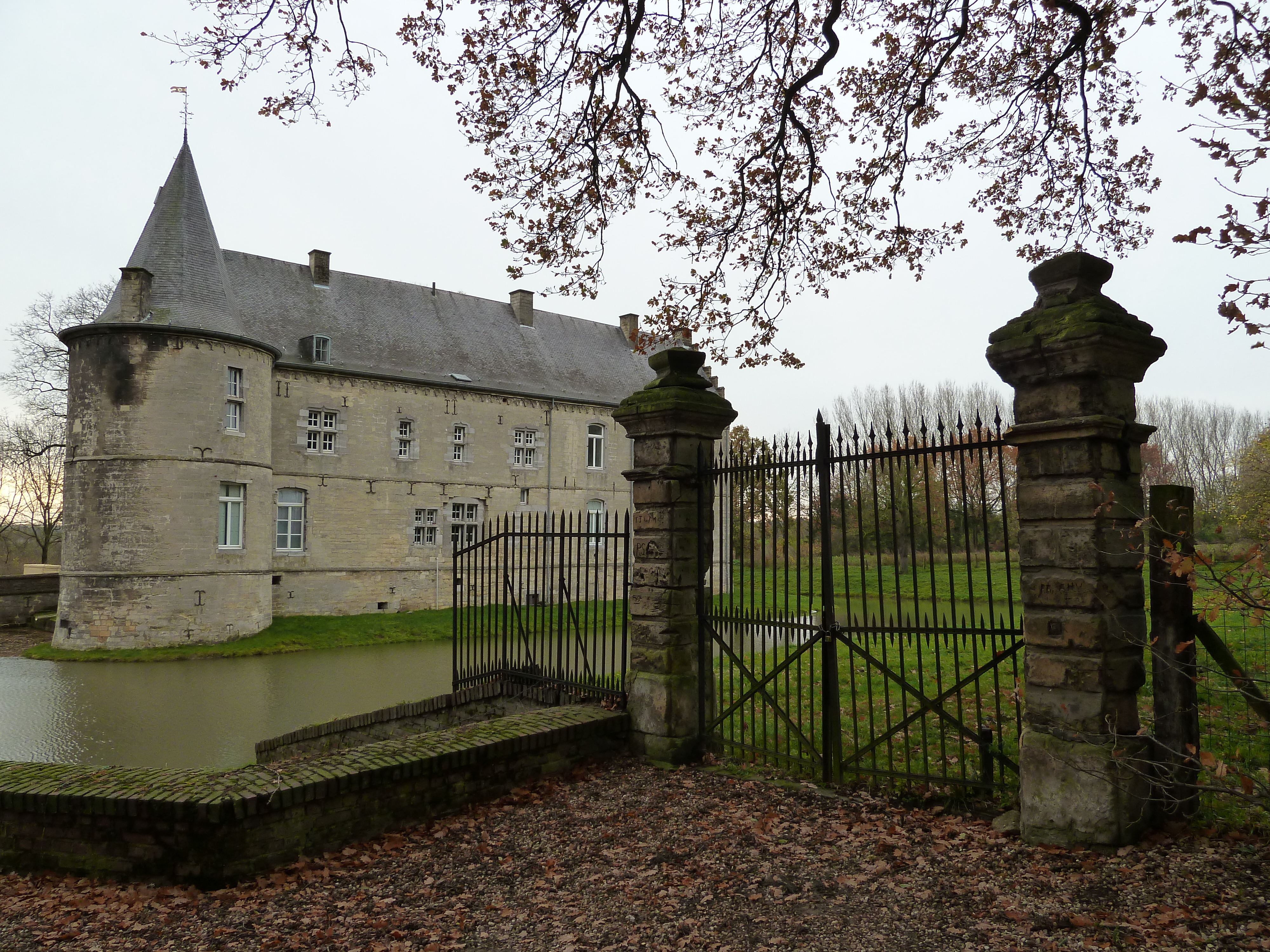
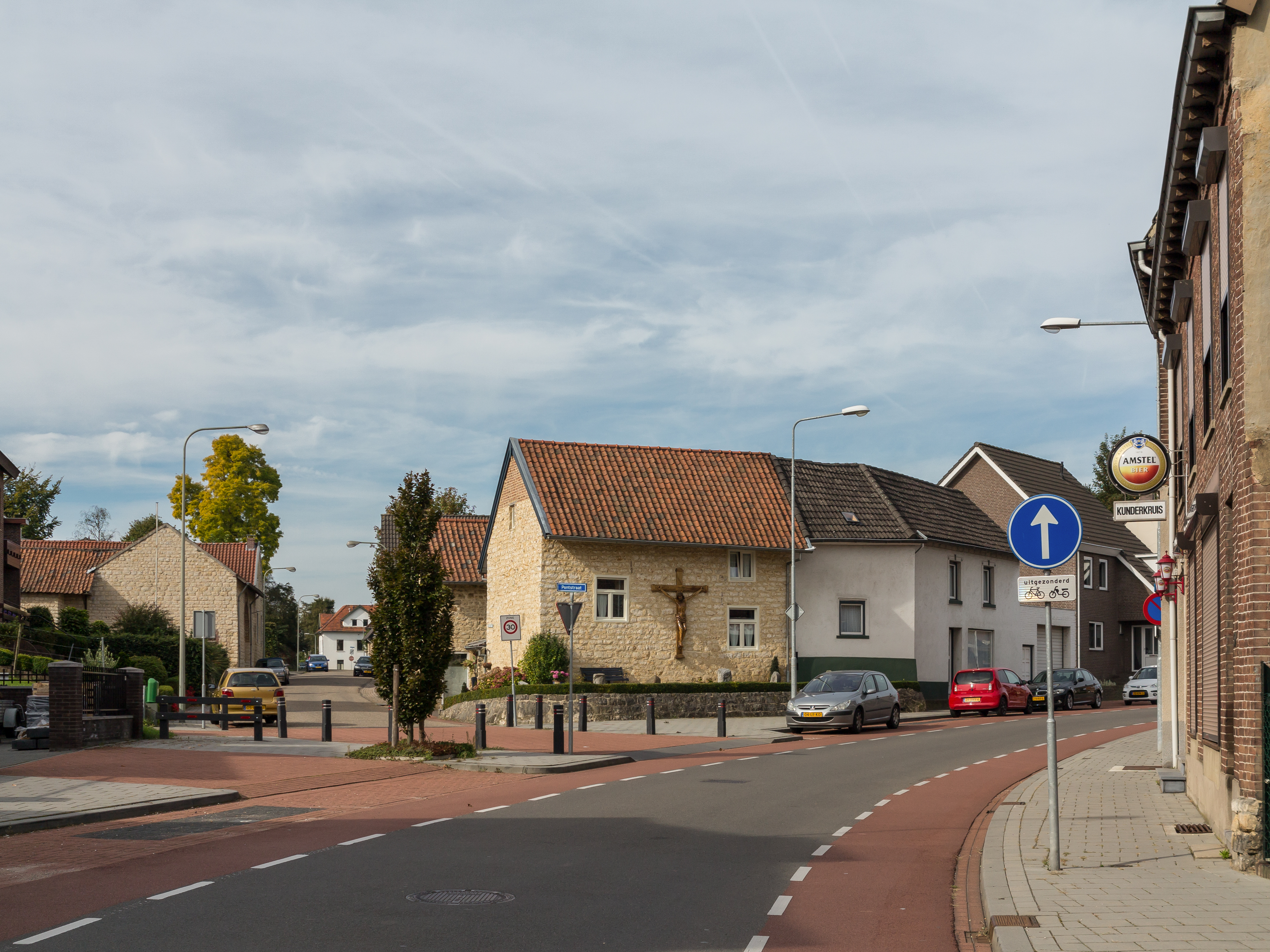